# Анаксагор (цар Аргоса)
Анаксагор (дав.-гр. Ἀναξαγόρας) — у давньогрецькій міфології цар Аргоса.
Син Аргея, внук Мегапента. При ньому Мелампод зцілив аргоських жінок від божевілля, насланого Діонісом, і одружився з сестрою Анаксагора. Аргосці розділили владу між трьома царями. Після Анаксагора його третиною царства правив його син Алектор.